# Вејн Најт
Вејн Елиот Најт (енгл. Wayne Elliot Knight; Њујорк, 7. август 1955) амерички је глумац и комичар. Познат је по томе што је играо Њумана у Сајнфелду (1992—1998), Дениса Недрија у Парку из доба јуре (1993), Ал Меквигина у Причи о играчкама 2 (1999) и Тентора у Тарзану (1999). Његове остале улоге укључују полицајца Дона Орвила у Трећем камену од Сунца (1996—2001), Стена Подолака у Свемирском баскету (1996), Зека Малозија у Трци пацова (2001). Номинован је за награду Сатурн за најбољег споредног глумца за свој наступ у Парку из доба јуре.

## Детињство и младост
Вејн Елиот Најт рођен је у Њујорку у католичкој породици. Његови родитељи су надзорник фабрике текстила Вилиам Едвард Најт и Грејс (Монти) Најт. Његов отац преселио је породицу у Картерсвил у држави Џорџија, где је радио у текстилној индустрији. Најт је ишао у локалне школе и био је играч америчког фудбалског тима своје средње школе. Похађао је универзитет у Џорџији, али није дипломирао до 2008.
Иако је био одличан студент, Најт је напустио факултет при самом крају где му је требао још само један предмет како би се посветио својој глумачкој каријери. Стажирао је у Театру Бартер у Абингдону, Вирџинија, где је продуцирао репертоарна дела. Након завршетка приправничког стажа, придружио се компанији и стекао позицију акцијског глумца. Потом се преселио у Њујорк и после две године добио своју прву улогу на Бродвејском театру. 
Након свог боравка у Бродвејском театру, Најт је такође радио као приватни истражитељ у периоду од 5 година.